# Lago di Ragogna

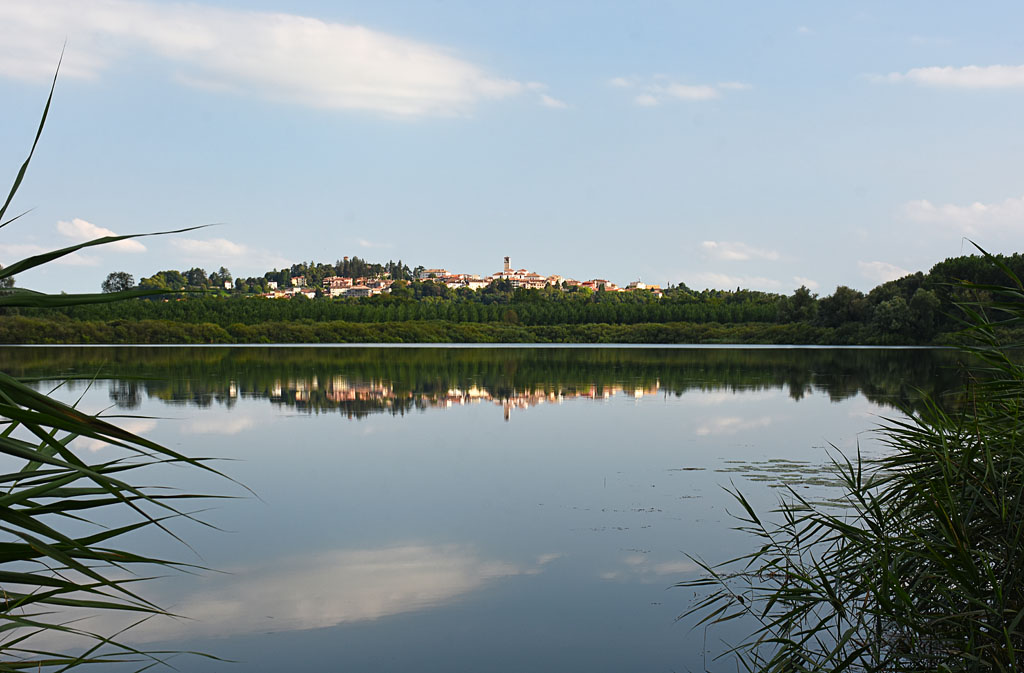
Lago di Ragogna e San Daniele

Il lago di Ragogna (Lât di Ruvigne in friulano standard) è un'area palustre naturale situata tra i comuni di Ragogna e San Daniele del Friuli, in provincia di Udine.

## Geografia
Di origine glaciale, il lago si formò circa 12.000 anni fa in una depressione tra le colline. Il bacino è di forma ellittica, con diametro all'incirca di 700 m, una profondità massima di 9-10  m ed una superficie di 25 ha.
Il lago è alimentato, oltre che dalle precipitazioni atmosferiche, da una sorgente sotterranea e da piccoli ruscelli afferenti dalle colline circostanti.
Poco distante a nord si trova un antico cimitero ebraico.

## Dettagli
Con una superficie di 25 ettari e le attuali dimensioni – circa un quarto rispetto a quelle originali dovute ad una bonifica operata verso gli anni trenta – ed ha una profondità che raggiunge i 9-10 metri. Oltre alle precipitazioni piovane il lago è alimentato dall'apporto di alcuni ruscelli scendono dalle pendici meridionali del monte e dalle colline circostanti e da una sorgente sotterranea, situata nella zona nord-ovest presso l'attuale batimetro. Alcune ricerche archeologiche hanno portato alla scoperta di testimonianze storiche databili all'età del Mesolitico Recente e del Neolitico Antico (5000 a.C.), appartenenti ad una comunità agricola che si era insediata sulle sponde del lago.
Il visitatore ha la possibilità di ammirare alcune particolarità sia storiche che naturalistiche come l'antica cava di pietra, denominata “ gjave di Kric” che si trova sul fianco meridionale della collina posta di fronte al batimetro; dove si possono ancora notare i fori circolari realizzati per inserire l'esplosivo. La cava è rimasta attiva fino agli anni cinquanta. Uno degli aspetti più interessanti del lago di Ragogna è legato all'aspetto della biodiversità, fenomeno estremamente complesso tanto dalla punto di vista della flora, quanto da quello della fauna. La fascia che circonda lo specchio d'acqua è caratterizzata da un terreno paludoso regno della canna di palude, del giunco, mentre nel bacino d'acqua crescono vari tipi di ninfee che offrono in primavera uno spettacolo unico per il mosaico di colori.

## Flora e fauna
Estremamente interessante sotto l'aspetto naturalistico ed ambientale, il lago di Ragogna è uno dei pochi laghi in cui vegeta ancora la "castagna d'acqua" (Trapa natans). Trattasi di una pianta acquatica a foglie romboidali/lanceolate e dentate la cui caratteristica è il frutto dall'involucro legnoso di colore bruno-rossastro con quattro punte. Questo frutto commestibile ed utilizzato a fini alimentari fin dalla preistoria, veniva raccolto alla fine dell'estate e una volta essiccato veniva macinato per ricavarne una farina.
Circondato da boschetti riparati costituiti da ontani, pioppi e salici, da canneti, torbiere e prati umidi, esso è importantissimo dal punto di vista faunistico in quanto centro di transito per uccelli migratori, quali germano reale, folaga, marzaiola, gallinella d'acqua, airone cenerino, tuffetto, svasso maggiore, strolaga, cigno reale, tarabuso, moretta fabaccata (Aythya fuligula), costituendo un luogo ideale per il birdwatching.
Anche la fauna ittica è particolarmente ricca; sono presenti cavedano, carpa, tinca, luccio, persico reale, scardola, persico sole.

## Dati tecnici
- Superficie 0,25 km²
- Superficie del bacino imbrifero 5,13 km²
- Altitudine media 188 m s.l.m.
- Quota massima del bacino imbrifero 512 m s.l.m.
- Profondità massima 9,3 m
- Volume 0,8 milioni di m³